# 林家彦六
林家 彦六（はやしや ひころく、1895年5月16日 - 1982年1月29日）は、落語家。東京府下荏原郡品川町（現在の品川区）出身。生前は落語協会所属。本名∶岡本 義。前名の林家正蔵としては八代目にあたり俗に「彦六の正蔵」、噺家からは「林家（師匠）」や居住地の「稲荷町（いなりちょう）（の師匠）」また性格から「トンガリの正蔵」と呼ばれた。位階は従五位。出囃子は『菖蒲浴衣』。
妻は岡本マキ。息子は日本舞踊家花柳衛彦（花柳徳兵衛門下、 2024年4月5日に92歳で没）。芝居噺や怪談噺を得意とし、「林家正蔵」の名を更に高めた。
現在では『笑点』大喜利メンバーであった林家木久扇、現メンバーである三遊亭好楽の師匠としても名前が知られている。

## 経歴
1907年に尋常小学校卒業後、1908年より質屋、ホーロー工場、木地屋（人形の胴や手足をおが屑で作る店）などを丁稚奉公で転々とする。
1912年、二代目三遊亭三福に入門し「福よし」を名乗る。1914年5月 師匠三福が「扇遊亭金三」に改名し「扇遊亭金八」に改名。1915年頃から大師匠四代目三遊亭圓生の弟弟子二代目三遊亭圓楽に稽古を付けて貰うようになる。1917年1月、師匠金三と共に四代目橘家圓蔵の内輪弟子となる。
1918年2月に二ツ目昇進し「橘家二三蔵」に改名。1919年4月、圓楽が「三遊亭一朝」に改名し、圓楽の名を譲られ二ツ目のまま「三代目三遊亭圓楽」襲名。この頃は初代桂小南らの三遊分派に所属。
1920年6月、真打昇進、同時に結婚。1922年2月 師匠圓蔵死去に伴い、三代目柳家小さんの預かり弟子となる。その後3か月ほど二代目桂三木助の元で修行し『啞の釣』『莨の火』などを教わる。1925年9月には兄弟子初代柳家小はん、柳家小山三らと共に「落語革新派」を旗揚げするが翌年1月に落語革新派は解散、1927年に東京落語協会（現落語協会）に復帰。兄弟子四代目蝶花楼馬楽の内輪弟子になる。1928年4月 前師匠三代目柳家小さん引退に伴い、師匠馬楽が四代目柳家小さんを襲名し馬楽の名を譲られ「五代目蝶花楼馬楽」襲名。1929年10月以降の世界恐慌による不景気の影響で、寄席も客が大幅に減る。馬楽は芝居の脚本の朗読会「とんがり会」を開いていた。また、この頃、徳川夢声主催の「談譚集団」という漫談研究会に入り、木下華声らと漫談の修行をしていたこともあった。
1950年4月22日、一代限りの条件で海老名家から正蔵の名跡を借り「八代目林家正蔵」を襲名する。1963年12月、第18回文部省芸術祭（大衆芸能部門）奨励賞受賞。1965年、落語協会副会長就任。12月に第20回 文部省芸術祭（大衆芸能部門）奨励賞受賞。1968年11月3日、紫綬褒章を受章する。1968年12月に第23回文化庁芸術祭（1部・大衆芸能部門）芸術祭賞受賞。1970年2月からの隔月（偶数月） 「芝居噺 林家正蔵の会」を、東京・岩波ホールにて開催（この模様の一部は、16mmフィルムで記録映画として撮影された）。1971年1月 日本テレビ演芸番組「笑点」師弟大喜利、鶴亀大喜利、演芸コーナーに出演。以降1981年まで不定期に出演。1972年4月 九代目桂文治、六代目三遊亭圓生と共に落語協会顧問就任。1974年4月29日の春の叙勲で勲四等に叙され、瑞宝章を受章した。1976年、芸術選奨文部大臣賞受賞。
1980年9月20日に林家三平が死去したため、同年9月28日に「正蔵」の名跡を海老名家に返上した。同年12月の鈴本演芸場中席での「正蔵十夜」の興行が八代目正蔵として最後の定席出演となり、同名跡での最後の口演演目は『旅の里扶持』であった。翌1981年1月下席より「林家彦六」に改名し披露興行を行った。同年4月、「昭和55年度第1回花王名人大賞」功労賞を受賞した。この頃から脳軟化症（脳梗塞）の前兆と思わせる症状が出ており、体の不調をしばしば訴えるようになり、一日中寝込むことも多くなったという。
同年11月7日日本橋たいめい軒で行われた一門会「壱土会」において、スーツ姿で椅子に腰かける形で『一眼国』を口演したのが生前最期の高座となった。その後、体調不良を訴えたことから、同年11月には、彦六が支持していた日本共産党議長の野坂参三の勧めもあり、東京都渋谷区の代々木病院に検査入院する。
入院後も中部日本放送（TBS系全国ネット）の『すばらしき仲間』の収録出演もしていたが、1982年1月29日22時54分、肺炎のため、入院先の代々木病院で死去した。86歳没。その日の夕方まで病室にいた二代目橘家文蔵が言葉を聞き取れず問い直すと「バカヤロー」と怒鳴られたという。当日は弟子の林家九蔵（現：三遊亭好楽）が主催していた本牧亭での一門会があり、弟子はその終了後に彦六の訃報を聞き、病院に集まったという。同年2月23日、特旨を以て位記を追賜され、死没日付で従五位に叙され、銀杯一個（菊紋）を賜った。生前から白菊会に加入しており、遺志により葬儀などは行わず、亡くなった翌日に遺体は医学研究用に東京医科歯科大学に献体され、角膜は慶應義塾大学病院のアイバンクへ提供された。一周忌に合わせて遺骨が遺族の元に戻った。法号は「楽説院正観日義居士」。墓所は東京都豊島区南池袋の盛泰寺。なお、妻の岡本マキも既に持病であった糖尿病を悪化させており、彦六の死去の3か月後となる同年4月18日に没している。
没後20年以上経った2004年1月21～30日（正月下席）に鈴本演芸場特別興行として、「八代目林家正蔵（彦六）追善興行」が夜の部に催された。「林家正蔵（彦六）十八番集」と銘打って直弟子・孫弟子を中心とした出演者が、事前にネタ出しした演目を中心に口演している。仲入り前は林家正雀が務め、主任は林家木久蔵（初代）が「彦六伝」を演じた。

## 人物

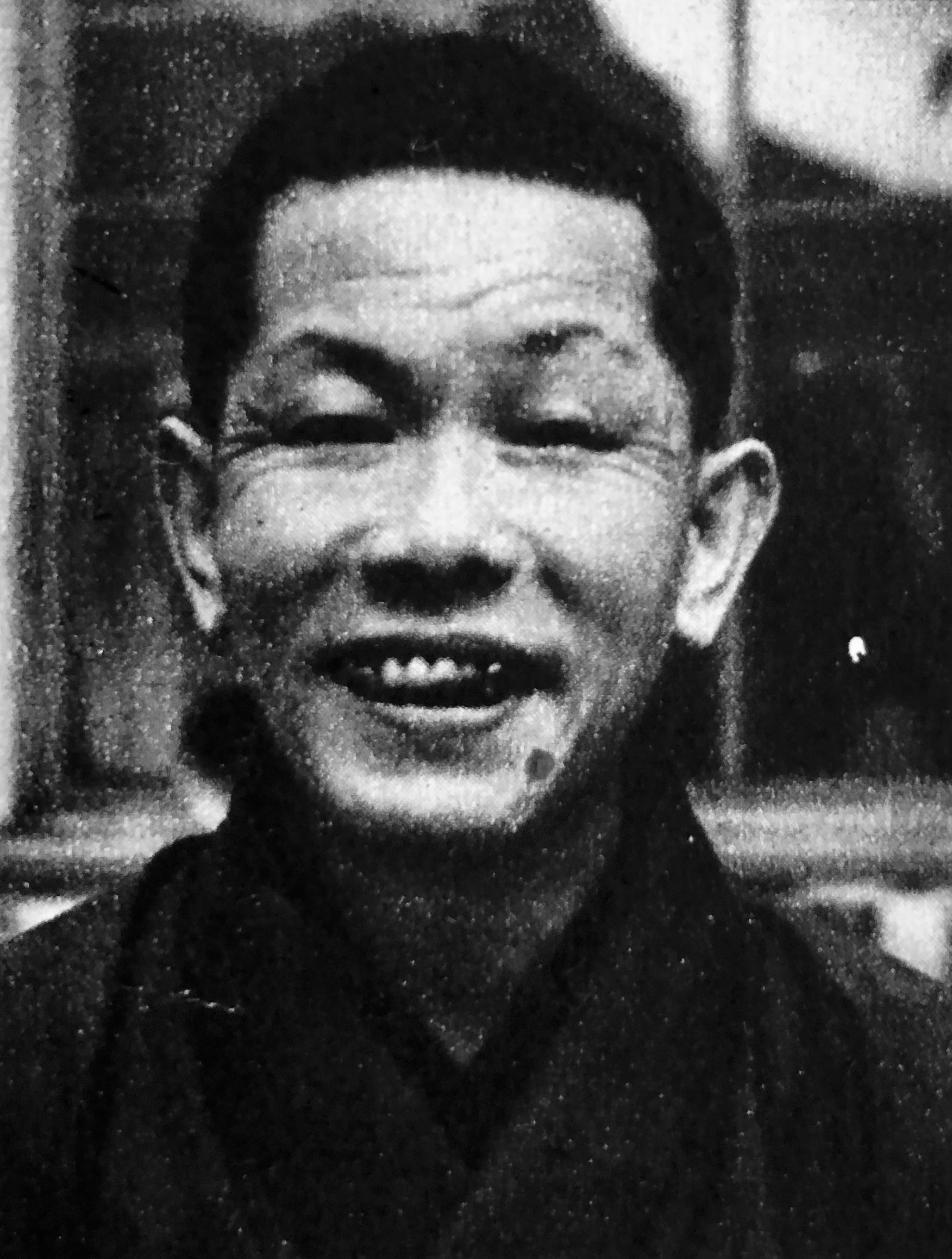
1955年

母方の祖父は、鎌倉河岸の船宿「岡本屋正兵衛」に生まれた息子だったが、岡本屋を飛び出して鳶職・火消しになってしまう。祖母は武士の家出身で、その二人の間に生まれた娘が、彦六の母親である。
稲荷町時代の逸話、名跡の返還など古き良き噺家として名を残した事でも知られる。「かくしゃくとした老人の噺家の代名詞」としてビートたけしなどに引き合いに出され、オールナイトニッポンでは30分以上に渡り林家彦六のモノマネで放送を続けた。秋本治の漫画「こちら葛飾区亀有公園前派出所」では「彦六みたいな奴だ」との台詞が登場する。
独特な人柄、最晩年の非常に特徴的なヘナヘナしたしゃがれ声やスローなテンポの話し方などから、落語家などに物真似されることが多い。語尾を曖昧にせず常に明瞭に発声する独特の節回し的な語り口は、若いころに三遊亭一朝に徹底的に芝居噺を仕込まれたためだと本人は語っている。
弟子である林家正雀は彦六の物真似が得意で、寄席の高座で披露することがある。また、正雀の兄弟子である林家木久扇も二つ目昇進まで付人として面倒を見て貰った師匠彦六の物真似が得意で、新作落語「彦六伝」を十八番としている。
通称「トンガリ」。曲ったことが嫌いで、すぐにカッとなるところから来ている。弟子に対しても、失敗する度に破門を口にする。しかし謝れば許し、翌日にはもうケロリとしている。破門宣告の回数は殆どの弟子が2桁を数えていて、木久扇は37回、好楽は23回破門宣告をされている。一方で、弟子が廃業した例はほとんどなく、他の一門を破門された噺家を客分として預かるなど、面倒見の良い一面も持っていた。
若い頃は、学があり理屈っぽいことから噺家仲間から「インテリ」「新人」（学生運動団体の新人会から）と呼ばれ、「菜ッ葉服（労働服）をきて共産党とつきあっている」と陰口を叩かれた。実際に日本共産党の熱烈な支持者として知られるが、イデオロギーに共感した訳ではなく、本人談によれば「あたしゃ判官贔屓」あるいは「共産党は書生っぽいから好きなんですよ」とのことであった。自身が贔屓にしている日本共産党の金子満広などに、参議院議員時代の立川談志が侮辱的な野次を飛ばして辞職後も場外で続けていたことを快く思っておらず、会えばしょっちゅう喧嘩になっていたという、いかにも通称「トンガリ」らしいエピソードがある。その一方で談志については、選挙活動を手伝ったり、「自殺するのではないか」という危惧を親しい知人にしばしば漏らしていた。なお、談志本人も自殺願望があったことを後に認めている。詳細は立川談志の項を参照。
30年以上に亘って朝日新聞を愛読したが、紙上で落語評論家が当代の名人について、五代目古今亭志ん生・八代目桂文楽・六代目春風亭柳橋・十代目金原亭馬生の名を挙げ「ここまでくると次の指が折れない」と書いたことに激怒し、執筆者に宛てて「お前さんの小指はリウマチじゃねえのかい」と書いた葉書きを速達で送りつけ、朝日新聞の購読を停止し、しんぶん赤旗を取るようになった。
江戸、明治の香りを持った人物だが、オフの時は英国調に洋服も着こなし、意外に現代的な面があった。巡業に出ると必ず昼食はカレーライスで、客が自宅に遊びにくると「どうです。コーシー（コーヒーの下町訛り）でも」と勧めていた。朝食は必ずジャムを塗ったトーストにコーヒーだった。ある時、彦六が初代林家木久蔵にシベリア抑留の捕虜の話をした時に「長生きするには固いトーストの耳を食べる方が良い」と言う話から、それまでパンの柔らかい方だけを出していたのをパンの耳だけ出したら、「おい木久蔵、俺は捕虜じゃない」と返されたエピソードを、木久扇自作の落語「彦六伝」で語っている。
無駄遣いを嫌い、新聞の折込みチラシの中で片面印刷のチラシを見つけたら切ってネタ帳にしていた。
仕事で頻繁に寄席へ通うため「通勤用定期券」で地下鉄を利用していたが、「これは通勤用に割り引いて貰っているんだから、私用に使うべきでない」として、私用で地下鉄に乗る際には別に通常乗車券を購入し、改札口では駅員に突きつけるように見せていた。談志もこの律儀さには呆れつつも感心し、国会議員当時に「世の中にはこんな人もいる」と国会で彦六の逸話を紹介している。
せっかちな性格で、飛行機を使って東京に帰った時、たまたま羽田空港が満員のため、しばらく上空を旋回したことに「てめえの家の玄関先まできてて入れねえって法があるもんけい」と腹を立て、爾来、飛行機を使わず鉄道で地方巡業に行くようになった。それでも、出発の1時間前にホームに向かうので周囲から早すぎると止められても、「遅れることがあるんだから、間違って早く出るかもしれねえ」と言って意に介さなかった。
「五代目柳家小さん」名跡の襲名をめぐり、彦六は弟弟子の九代目柳家小三治と争ったが、当時の大御所である八代目桂文楽に若いながらも見込まれていた9代目小三治が五代目小さんを襲名することになる。替わりに貰うことになったのが、空き名跡だった八代目の正蔵であった。この際に興行の関係で彦六と縁があった山田春雄は法界悋気を病んだと、「聞書き」の中で北村銀太郎（新宿末廣亭初代席亭）は説明している。
稲荷町の住居は昔ながらの四軒長屋の隅の家で、近所に銭湯があり、まさに落語の世界そのままだったという。玄関には「林家」の暖簾がかかっており、春夏・秋冬で2色あった。現在、長屋は取り壊されコインパーキングになっている。銭湯は近所の「寿湯」が昔風の銭湯の印象を残した建物で営業している。正蔵門下時代の林家九蔵(現：三遊亭好楽)が正蔵宅の所在地は北稲荷町33番地、町名変更後の東上野5-1-19だったと語った。
寿司屋で貰った大きい湯呑みに濃い焙じ茶を入れ、梅干しを三粒も入れて箸で潰して醤油を垂らして飲んでいたと、木久扇が「彦六伝」で証言している。また、塩分の多いおかずを食べていて塩分の過剰摂取と飲酒に起因する高血圧により何時も体が揺れていた。
淡谷のり子のファンであった。1981年放送の「寿名人芸・林家彦六ショー」で対面した時「長年の恋人なんです」と伝えている。

### 「林家の牛めし」
得意料理として彦六一門の名物となっていたのが「牛めし」である。いわゆる牛丼ではあるが、彦六一門のものは大量に仕入れた牛すじ肉を何度も湯がき、数日間柔らかくなるまで煮込んだものを飯の上にかけて供されるものであった。これも木久扇の「彦六伝」のエピソードにも登場しており、彦六死後も最後の弟子である林家正雀がこのレシピを受け継いでおり、自身の落語会や「円朝まつり」などの際に来場客に振舞われるなど、伝統が受け継がれている。正雀の『彦六覚え帖』（うなぎ書房刊）によれば、
- 一年のうち、元旦、彦六の誕生日（5月16日）、夏の「怪談祭」の初日前（大入りと安全祈願のため）、本牧亭で行われていた12月の一門会の計4回、作られていた。
- 特に元旦は、年始の挨拶回りの来客で140～150人近くの多くの客をもてなすため、年末の25日くらいから、おかみ（彦六夫人）と弟子たちで仕込みを行っていた。
- 弟子の仕事はすじ肉を切る係で、六貫目（約24㎏）の肉を二日がかりで切り、味付けはおかみが担当し、酒・砂糖・醤油で二日間煮込み(弟子の木久扇は「彦六伝」で砂糖を入れると肉が固くなるから砂糖は入れないで醤油と酒で煮た。お酒の糖分で煮込むと旨いと語っている。)、さらに仕上げに焼豆腐とネギを入れて煮込んで出来上がりとなる。酒肴として出したほか、前述の通り飯にかけて「牛めし」で供した。
- 「牛めし」は挨拶に来た訪問客や一門外の芸人、さらに弟子やお手伝いの人まで振舞われていたという。また、矢野誠一の著書『林家正蔵の告白』によれば、本牧亭の一門会の際には来場客全員に振舞われていたという。
- 彦六は「牛丼」ではなく「牛めし」と呼ぶことに拘っている。作るきっかけとなったのは当時の噺家は稼ぎが少なく、安くて美味しい牛めしを振舞ってやろうと考えたことからである。彦六が稲荷町に居を構える前は、入谷の長屋に住んでおり、隣の家が屋台の牛めし屋であったことから、牛めしの作り方を会得したという。
- 立川談志も「林家の牛めし」のファンだったようで、談志は当時はまだ貴重な深谷ネギを彦六宅に差し入れに持っていったところ、彦六は大層喜び、翌日にはネギがどっさり入った煮込みが楽屋に差し入れられ、感激したという。
- また、近所に住んでいた友人でもある九代目桂文治（通称：留さん）も、稲荷町（彦六の家）で牛めしを作るとよくやって来て、何杯もお替わりをして牛めしを食べていったという。（彦六の）前座にお替わりをよそってもらったが、さらに三杯目以降は流石に言いづらい雰囲気であったのか、自分で台所に来てよそって食べていたという。

## 「正蔵」襲名と「彦六」への改名
いずれは名跡を三平に返上するつもりでいたが、三平の厚意により終生正蔵を名乗る事とし、自らの死後三平に返上する事にした。しかし1980年三平の急死に伴い、正蔵の名跡を海老名家に返上、「彦六」に改名する。「彦六」の由来は木村荘十二の監督した映画『彦六大いに笑ふ』（1936年）で徳川夢声が演じた役名「彦六」から。

## 人間関係
住んでいた四軒長屋の隣は二軒長屋で、前師匠三代目小さんの弟子で友人の九代目桂文治が住んでおり、公私共に仲が良かった。前述の牛めしのエピソードに加え、文治が彦六宅に上がり込んで毎朝新聞を読んでいたり、当時はまだ珍しかった彦六宅の電気冷蔵庫を借りたりもしている。
また、五代目古今亭志ん生の事を本名の美濃部孝蔵から「孝ちゃん」と呼んでいた。お互い上野動物園に子供連れで見に来ていて会う事があったと語っている。また、志ん生も北稲荷町(現：東上野5丁目)に住んでいた時期がある。
元兄弟子の六代目三遊亭圓生とは「天敵」と呼ばれる間柄であり、最後まで徹底してそりが合わなかった。対立関係の表面化は、（馬楽時代の）彦六が六代目三遊亭圓生襲名に際して、「あの人に六代目が務まるわけがない」と酷評したことにまで遡る。ただし、笑点師弟大喜利では隣り合せで座っていた時もあった。なお、圓生の師匠は彦六が一時期師匠の金三（圓蔵門下時の名は月の家圓鏡）と共に内輪弟子として所属していた四代目圓蔵である。だが、一方で圓生の総領弟子三遊亭全生は気に入り、自身の前名の一つである三遊亭圓楽を襲名させた。このことは、六代目円楽襲名披露口上時に、弟子の林家木久扇によって触れられている。また、彦六の弟弟子であった四代目鈴々舎馬風も圓生とは天敵の間柄であった。1978年、圓生が中心人物となって引き起こした落語協会分裂騒動では、師匠圓生に逆らって落語協会残留を決めたために破門にされ、芸名の強制返却の目に遭った三番弟子三遊亭好生を救い、自らの客分格の弟子とし春風亭一柳に改名させた。
その一方、圓生の芸の実力は認めており、彦六の弟子である林家正雀は『落語百景』（別冊歴史読本/新人物往来社）の中で、「圓生師匠がお亡くなりになったときも、青山斎場に出向いたウチの師匠は、落語の祖・安楽庵策伝の研究で知られる名古屋在住の関山和夫先生に言ってました。「これほどの名人はもう二度と出ないんだから、関山先生、大いに圓生師匠のことを褒めてやって下さいよ」と。感動しましたね」と、語っている。また、三遊亭圓丈は著書『御乱心 落語協会分裂と、円生とその弟子たち』の中で、弔問に訪れた際、「圓生さんもあんな事件（落語協会分裂騒動）さえ起こさなければいい人だったんだけどねぇ・・・」と弟子に対して語ったという。
ある寒い冬の夜、楽屋で圓生が「お先イ」と彦六に声をかけると、彦六は「外も寒いからお気をつけてエ」と答えたという。関係者は「いかにも林家らしい」と思ったという。
また、かつて共に一朝に教えを受けた五代目古今亭今輔は喧嘩友達だった。もっとも、影では互いの健康を気遣っていたという。今輔の元師匠四代目古今亭今輔の妻ハナと、彦六の妻マキは姉妹である。上方落語の二代目露の五郎（後の二代目露の五郎兵衛）とも繋がりがあり、怪談噺の幾つかは五郎に伝授し、彦六没後は五郎改メ五郎兵衛が高座で行ったりしている。また、五郎が落語協会の客分として一時期（上方落語協会とともに）籍を置くことにもつながった。
前師匠三代目小さんを尊敬し、小さんの心で居ろという戒めをこめて「小心居」を座右の銘としていた。その点では同じ元小さん一門の兄弟子五代目今輔も同じだった。
また、気の合った劇作家宇野信夫、川柳家の坊野寿山、東京新聞の富田宏、TBSの出口一雄との5人で、「はしば会」という会を作り、日本橋「たいめい軒」で食事をしながら歓談をしていた。たいめいけん初代店主の茂出木心護（現店主・三代目の茂出木浩司の祖父）とも親交があり、同所の3階大広間で一門会を開くきっかけともなっている。前述の通り、彦六の生前最後の高座もたいめい軒で演じられている。
死去に際し前述の通り、生前に白菊会を通じて献体とアイバンクの登録を行っており、死後すぐに献体先に運ばれて葬儀は行われず、遺族に遺骨が戻ったのは一周忌に合わせての事であった。一周忌には菩提寺となる盛泰寺で「お別れ会」が行われたが、彦六の遺志に基づいて香典や供花を辞退し、お参りだけするものになった。彦六は生前「死んだら自分の体は医学のために役立つように献体するんだ。最後は荼毘に付してくれるし、みんなが泣きの涙で一万円持ってお焼香に来なくて済むから、これは人助けになっていいことだ」と語っていた。一方で弟子に対しては献体は自分だけの事であって、弟子に強要する事もなく、主義主張を押し付けることはなかった。しかし、このような彦六の人柄に共鳴し師を敬愛する者も多く、元弟子の四代目三遊亭市馬 （岸正次郎）、弟子のはやし家林蔵は、それぞれ没後に師と同様に献体を行っている（それぞれの個人記事を参照）。

## 得意ネタ
馬楽時代にはSPレコードも吹き込んでいる。
- 『火事息子』
- 『中村仲蔵』
- 『蔵前駕籠』
- 『文七元結』
- 『怪談牡丹灯籠』
- 『真景累ヶ淵』
- 『鰍沢』
- 『山崎屋』
- 『一眼国』
- 『ぞろぞろ』
- 『淀五郎』
- 『紫壇楼古木』
- 『権兵衛狸』
- 『あたま山』

### 芝居噺
- 『菊模様皿山奇談』
- 『雪の戸田川』
- 『引窓与兵衛』
- 『双蝶々』[19]
- 『名月若松城』
- 『新助市五郎』

### 新作
- 『笠と赤い風車』 - 平岩弓枝作
- 『髑髏柳』 - 正岡容作

#### 自作
- 『すててこ誕生』
- 『年枝の怪談』
- 『二つ面』
- 以下は五代目蝶花楼馬楽時代に作った国策落語
  - 『三児誕生』[20]
  - 『大陸の花婿』[20]
  - 『昭南島』[20]

## 芝居噺　林家正蔵の会
- 1970年2月からの隔月（偶数月）に、江戸時代から伝え継がれている本式の道具仕立てでの「芝居噺」を、東京・岩波ホールで催した落語会。
- 世話人は秋庭太郎、白井喬二、知切光歳、藤浦富太郎
- 当時、この口演の模様は、今後の資料として残すために、日本大学芸術学部映画学科の協力を得て16mmフィルムで撮影されており、貴重な記録映画である。予算の関係で基本的にはモノクロで撮影されたが、特に舞台装置等で「色彩に凝ったもの」に関しては、カラーで撮影をした。パートカラーの作品もある。
- この記録映画は後に貸し出されてもおり、後にビデオ化されて、三一書房で販売もされたこともある。2004年、松竹系のCS放送局の歌舞伎チャンネルで「八代目林家正蔵 正本芝居噺の世界」として、この記録映画が番組として放送され、以後、衛星劇場等でも放送された。番組の進行役は、彦六の弟子3代目八光亭春輔、解説は舞台美術家（日本大学芸術学部講師）の伊東清で、番組内では貴重な当時の資料等も紹介されていた。

### 「岩波ホール　古典芸能シリーズ　『芝居噺　林家正蔵の会』」　開催日 および 演目
- 第1期
  - 第1回　1970年2月23日（月）
    - 演目：「戸田の渡し」「おふじ松五郎」
    - 講演：藤浦富太郎
    - 対談：三国一郎　林家正蔵

  - 第2回　1970年4月27日（月）
    - 演目：「五月雨坊主」「眞景累ケ淵」
    - 講演：村上元三
    - 対談：小沢昭一　林家正蔵

  - 第3回　1970年6月29日（月）
    - 演目：「めだか」「菊模様皿山奇談」
    - 講演：小島二朔
    - 対談：江国滋　林家正蔵
- 第2期
  - 第1回　1970年8月24日（月）
    - 演目：「鰍沢」「眞景累ケ淵」
    - 講演：越智治雄
    - 対談：桂米朝

  - 第2回　1970年10月26日（月）
    - 演目：「新助市五郎」「名月若松城」
    - 講演：暉峻康隆
    - 対談：尾崎秀樹

  - 第3回　1970年12月28日（月）
    - 演目：「怪談累草紙」「粟田口霑笛竹」
    - 講演：結城孫三郎
    - 対談：秋庭太郎　他

### 記録映画
記録映画の収録日および記録映画でのクレジットを以下に記す。クレジットは表示順に準じている。（CS放送で放送された「八代目林家正蔵 正本芝居噺の世界」の番組より）
- 「おふじ松五郎」
  - 1970年2月23日（月）、東京・岩波ホール収録、パートカラー作品（モノクロで撮影だが終盤の約9分間はカラー映像）
  - 芝居噺：「おふじ松五郎」林家正蔵
  - おはやし：加藤八重、小島つた、林家枝二、柳亭燕路
  - 後見：林家時蔵、林家照蔵、林家九蔵
  - 装置：伊東清
  - 背景：小林純朔
  - 大道具制作：林家正蔵、林家時蔵
  - 照明：海阪雄藤
  - タイトル：神馬俊二
  - 映画制作：日本大学芸術学部映画学科
  - 林家正蔵芝居噺の会
    - 世話人：秋庭太郎、白井喬二、知切光歳、藤浦富太郎

  - 協力：岩波ホール
  - 企画制作：松原剛、伊東清、麻生芳信
- 「戸田の渡し〜お紺殺し」
  - 1970年2月23日（月）、東京・岩波ホール収録、モノクロ作品
  - おはやし：加藤八重、小島つた、林家枝二
  - 後見：林家時蔵、林家照蔵、林家九蔵
  - 装置：伊東清
  - 背景：土屋修身
  - 大道具制作：林家正蔵、林家時蔵
  - 照明：海阪雄藤
  - タイトル：神馬俊二
  - 映画制作：日本大学芸術学部映画学科
  - 林家正蔵芝居噺の会
    - 世話人：秋庭太郎、白井喬二、知切光蔵、藤浦富太郎

  - 協力：岩波ホール
  - 企画制作：松原剛、伊東清、麻生芳信
- 「眞景累ケ淵〜新五郎の捕り物」（作：三遊亭圓朝） - 第25回芸術祭参加公演
  - 1970年4月27日（月）、東京・岩波ホール収録、モノクロ作品
  - 芝居噺：「新助市五郎 原ノ郷捕物」
  - 出演：八代目林家正蔵
  - 装置：伊東清
  - 背景：土屋修身
  - 大道具制作：林家正蔵、林家枝二
  - 題字：橘右近
  - タイトル：神馬俊二
  - 照明：海阪雄藤
  - おはやし：加藤八重、三遊亭円弥、林家枝二、林家照蔵
  - 後見：林家時蔵、林家九蔵、林家上蔵
  - 映画制作：日本大学芸術学部映画学科
  - 林家正蔵芝居噺の会
    - 世話人：秋庭太郎、白井喬二、知切光蔵、藤浦富太郎

  - 協力：岩波ホール
  - 企画制作：松原剛、伊東清、麻生芳信
- 「五月雨坊主」（作：村上元三）
  - 1970年4月27日（月）、東京・岩波ホール収録、モノクロ作品
  - おはやし：加藤八重、林家枝二
  - 後見：林家時蔵、林家照蔵、林家九蔵、林家上蔵
  - 装置：伊藤雨晴
  - 大道具制作：林家正蔵、林家時蔵
  - 題字：橘右近
  - 照明：海阪雄藤
  - タイトル：神馬俊二
  - 映画制作：日本大学芸術学部映画学科
  - 林家正蔵芝居噺の会
    - 世話人：秋庭太郎、白井喬二、知切光蔵、藤浦富太郎

  - 協力：岩波ホール
  - 企画制作：松原剛、伊東清、麻生芳信
- 「めだか」（作：浜本浩）
  - 1970年6月29日（月）、東京・岩波ホール収録、モノクロ作品
  - 芝居噺：「めだか」八代目林家正蔵
  - 画：田中佐一郎
  - 効果：岡芹秀次
  - 映画制作：日本大学芸術学部映画学科
  - 林家正蔵芝居噺の会
    - 世話人：秋庭太郎、白井喬二、知切光蔵、藤浦富太郎

  - 協力：岩波ホール
  - 企画制作：松原剛、伊東清、麻生芳信
- 「菊模様皿山奇談（楼門の場）」（作：三遊亭圓朝）
  - 1970年6月29日（月）、東京・岩波ホール収録、カラー作品
  - 出演：八代目林家正蔵
  - 装置書割：伊藤晴雨
  - おおざつま：7代目橘家圓太郎、柳家亀松
  - おはやし：加藤八重、柳亭燕路、橘家文蔵、三遊亭円弥
  - 後見：林家時蔵、林家照蔵、林家九蔵、林家上蔵
  - 題字：橘右近
  - タイトル：神馬俊二
  - 照明：海阪雄藤
  - 映画制作：日本大学芸術学部映画学科
  - 林家正蔵芝居噺の会
    - 世話人：秋庭太郎、白井喬二、知切光蔵、藤浦富太郎

  - 協力：岩波ホール
  - 企画制作：松原剛、伊東清、麻生芳信
- 「鰍沢」（作：三遊亭圓朝）
  - 1970年8月24日（月）、東京・岩波ホール収録、モノクロ作品
  - 出演：八代目林家正蔵
  - 装置書割：伊藤晴雨
  - おおざつま：橘家圓太郎、柳家亀松
  - おはやし：加藤八重、柳亭燕路、橘家文蔵、三遊亭円弥
  - 後見：林家時蔵、林家照蔵、林家九蔵、林家上蔵
  - 題字：橘右近
  - タイトル：神馬俊二
  - 照明：海阪雄藤
  - 映画制作：日本大学芸術学部映画学科
  - 林家正蔵芝居噺の会
    - 世話人：秋庭太郎、白井喬二、知切光蔵、藤浦富太郎

  - 協力：岩波ホール
  - 企画制作：松原剛、伊東清、麻生芳信
- 「眞景累ケ淵〜水門の場」（作：三遊亭圓朝）
  - 1970年8月24日（月）、東京・岩波ホール収録、モノクロ作品
  - 「この一巻を恩師一朝老に捧ぐ 八代目林家正蔵」
  - 出演：八代目林家正蔵
  - おはやし：加藤八重、小島つた、三遊亭円弥
  - 後見：林家時蔵、林家照蔵、林家上蔵
  - 装置：伊東清
  - 背景：土屋修身
  - 大道具制作：林家正蔵、林家時蔵
  - 題字：橘右近
  - タイトル：神馬俊二
  - 照明：海阪雄藤
  - 映画制作：日本大学芸術学部映画学科
  - 企画制作：松原剛、伊東清、麻生芳信
- 「今昔芝居噺〜名月若松城」 - 第25回文化庁芸術祭参加公演
  - 1970年10月26日（月）、東京・岩波ホール収録、モノクロ作品
  - 芝居噺：「名月若松城」
  - 出演：八代目林家正蔵
  - 装置：水島爾保布
  - 背景：唐木三郎
  - 大道具制作：林家正蔵、林家時蔵
  - 題字：橘右近
  - タイトル：神馬俊二
  - 照明：海阪雄藤
  - おはやし：加藤八重、三遊亭円弥
  - 後見：林家照蔵、林家時蔵、林家九蔵、林家上蔵
  - 映画制作：日本大学芸術学部映画学科
  - 林家正蔵芝居噺の会
    - 世話人：秋庭太郎、白井喬二、知切光蔵、藤浦富太郎

  - 協力：岩波ホール
  - 企画制作：松原剛、伊東清、麻生芳信
- 「新助市五郎〜原の郷の捕り物」（作：三遊亭圓朝） - 第25回文化庁芸術祭参加公演
  - 1970年10月26日（月）、東京・岩波ホール収録、モノクロ作品
  - 芝居噺：「新助市五郎 原ノ郷捕物」
  - 出演：八代目林家正蔵
  - 装置：伊東清
  - 背景：土屋修身
  - 大道具制作：林家正蔵、林家枝二
  - 題字：橘右近
  - タイトル：神馬俊二
  - 照明：海阪雄藤
  - おはやし：加藤八重、三遊亭円弥、林家枝二、林家照蔵
  - 後見：林家時蔵、林家九蔵、林家上蔵
  - 映画制作：日本大学芸術学部映画学科
  - 林家正蔵芝居噺の会
    - 世話人：秋庭太郎、白井喬二、知切光蔵、藤浦富太郎

  - 協力：岩波ホール
  - 企画制作：松原剛、伊東清、麻生芳信
- 「怪談累草紙・親不知の場」
  - 1970年12月28日（月）、東京・岩波ホール収録、モノクロ作品
  - 装置背景：伊藤晴雨
  - おはやし：加藤八重、小島つた、林家文蔵
  - 後見：林家時蔵、林家照蔵、林家九蔵、林家上蔵
  - 題字：橘右近
  - タイトル：神馬俊二
  - 照明：海阪雄藤
  - 映画制作：日本大学芸術学部映画学科
  - 林家正蔵芝居噺の会
    - 世話人：秋庭太郎、白井喬二、知切光蔵、藤浦富太郎

  - 協力：岩波ホール
  - 企画制作：松原剛、伊東清、麻生芳信
- 「粟田口霑笛竹〜国府台の場」（作：三遊亭圓朝）
  - 1970年12月28日（月）、東京・岩波ホール収録、カラー作品
  - 芝居噺：「粟田口霑笛竹 国府台の場」
  - 出演：八代目林家正蔵
  - おはやし：加藤八重、小島つた、柳亭燕路、橘家文蔵
  - 後見：林家時蔵、林家照蔵、林家九蔵、林家上蔵
  - 装置：伊東清
  - 背景：小林純朔
  - 大道具制作：林家正蔵、林家時蔵
  - 題字：橘右近
  - タイトル：神馬俊二
  - 照明：海阪雄藤
  - 映画制作：日本大学芸術学部映画学科
  - 林家正蔵芝居噺の会
    - 世話人：秋庭太郎、白井喬二、知切光蔵、藤浦富太郎

  - 協力：岩波ホール
  - 企画制作：松原剛、伊東清、麻生芳信

## 一門弟子
※太字は存命人物
- 五代目春風亭柳朝
- 二代目橘家文蔵
- 七代目春風亭栄枝 - 元師匠八代目春風亭柳枝の死去に伴い移籍
- 林家木久扇 - 元師匠三代目桂三木助の死去に伴い移籍
- はやし家林蔵 - 元師匠三代目三遊亭金馬の死去に伴い移籍
- 三代目八光亭春輔

### 彦六死後他門下へ移籍
九蔵は彦六存命中に真打に昇進しており、彦六没後に他門下かつ他の団体へ移籍する異例の形となっている。
- 林家九蔵 - 五代目三遊亭圓楽門下へ
- 林家上蔵 - 文蔵門下へ
- 林家時蔵 - 五代目春風亭柳朝門下から木久蔵→木久扇門下へ
- 林家正雀 - 文蔵門下へ

### 色物
- 二代目林家正楽 - 紙切りに転向して初代林家正楽の預かり弟子になるが彦六一門には籍を置いていた
- みす乃家南玉 - 内輪弟子。現在は江戸曲独楽芸人のやなぎ南玉。

### 客分格
- 七代目橘家圓太郎 - 初代橘ノ圓門下から
- 六代目蝶花楼馬楽 - 四代目柳家小さん門下から
- 春風亭一柳 - 六代目三遊亭圓生門下から

### 廃業
- 蝶花楼花蝶 - 後の七代目蝶花楼馬楽となる人物とは別人
- 四代目三遊亭市馬 - 落語協会事務員に転職

## 映画出演
- 『妖怪百物語』（大映京都、1968年）

初代林家正蔵役で、「怪談百物語」の語り手を演じている。

## 演じた俳優
- 林家木久蔵（初代）「NHK特集 びんぼう一代 ～五代目古今亭志ん生～」※五代目蝶花楼馬楽として
- 篠井英介 - 「林家三平ものがたり おかしな夫婦でどーもスィマセーン!」
- 橋爪功 - 「BS笑点ドラマスペシャル 初代 林家木久蔵」

## 林家彦六賞・岡本マキ賞
将来性のある若手芸人や、寄席文化に著しく貢献した人を顕彰して、落語・演芸界の活性化をはかると同時に、一徹に生きた名人林家彦六、そして夫人である岡本マキの名を後世に伝えるための顕彰制度。1995年6月に制定、1996年5月に第1回の表彰式を日本橋・たいめいけんで開催。毎年5月に開催。2009年に終了（後述）。
- 運営委員：伊東清（委員長･舞台美術家）、井上和明（雑誌「東京かわら版」初代編集・発行人)、大野桂(落語作家）、大友浩（雑誌「東京かわら版」二代目編集人）、神山明久、清水一朗(落語・歌舞伎研究家)、高田文夫（放送作家）、富塚兆弥、永井啓夫（民俗芸能評論家）、山本進(落語研究家)、田谷悠紀（雑誌「東京かわら版」編集部（当時))、長井好弘（読売新聞記者（当時）・演芸評論家）
※伊東清、永井啓夫、大野桂は故人

- 林家彦六賞
  - 対象は、二ツ目から真打昇進5年以内の芸人。選考基準は、将来性や芸に取り組む姿勢。
  - 過去の受賞者
    - 第1回（1996年） 二代目橘家蔵之助
    - 第2回（1997年） 立川談春
    - 第3回（1998年） 桂平治（現：十一代目桂文治）
    - 第4回（1999年） 七代目柳亭燕路
    - 第5回（2000年） 三遊亭吉窓
    - 第6回（2001年） 春風亭勢朝
    - 第7回（2002年） 柳家禽太夫
    - 第8回（2003年） 入船亭扇治
    - 第9回（2004年） 林家彦いち
    - 第10回（2005年） 五街道喜助（現：三代目桃月庵白酒）
    - 第11回（2006年） 柳家三三
    - 第12回（2007年） 四代目隅田川馬石
    - 第13回（2008年） 三遊亭好二郎（現：三遊亭兼好）
    - 第14回（2009年） 六代目柳亭左龍

- 岡本マキ賞
  - 対象は、前座から二ツ目昇進直後の芸人。選考基準は、将来性と、寄席の楽屋等で誠実に業務に励む姿勢。
  - 過去の受賞者
    - 第1回（1996年） 春風亭朝吉（現：六代目春風亭柳朝）
    - 第2回（1997年） ※受賞者なし
    - 第3回（1998年） 古今亭菊朗（現：古今亭菊志ん）
    - 第4回（1999年） 神田ひまわり（現：日向ひまわり）
    - 第5回（2000年） 五街道のぼり（現：三代目蜃気楼龍玉）
    - 第6回（2001年） 桂才ころ（現：三代目桂やまと）
    - 第7回（2002年） 古今亭いち五（現：五代目古今亭志ん好）
    - 第8回（2003年） 柳家小権太（現：三代目柳家東三楼）
    - 第9回（2004年） 入船亭遊一（現：四代目入船亭扇蔵）
    - 第10回（2005年） 春風亭一之輔
    - 第11回（2006年） 三笑亭春夢（現：二代目三笑亭夢丸）
    - 第12回（2007年） 立川フラ談次（現：立川左平次）
    - 第13回（2008年） 三笑亭可女次（現：三笑亭可風）
    - 第14回（2009年） 笑福亭和光

- 特別賞
  - 対象は、寄席文化に著しく貢献した人。
  - 過去の受賞者
    - 第1回（1996年） 松本みつ子（元・池袋演芸場お茶子）
    - 第2回（1997年） ※受賞者なし
    - 第3回（1998年） 根岸京子（木馬亭席亭）
    - 第4回（1999年） 橘左近（寄席文字）
    - 第5回（2000年） 小島豊美（CD-ROM「古今東西噺家紳士録」プロデューサー）、稲葉守治・富美子（日本演芸若手研精会主催）[21][22][注釈 4]
    - 第6回（2001年） 横井洋司（写真家）
    - 第7回（2002年） 柳家紫朝（音曲師）
    - 第8回（2003年） 榎本滋民（劇作家、落語評論家）
    - 第9回（2004年） ※受賞者なし
    - 第10回（2005年） 稲見茂久（うなぎ書房）
    - 第11回（2006年） 京須偕充（落語プロデューサー、落語評論家）
    - 第12回（2007年） 玉置宏（司会者、横浜にぎわい座館長）
    - 第13回（2008年） 永田稔（文芸坐）
    - 第14回（2009年） 永谷浩司（永谷商事社長）

1970年に開催の「林家正蔵 芝居噺の会」の模様の一部を残した16mmフィルムの記録映画の貸し出し時の謝礼や、寄席や落語会などでの口演の模様を収録し放送やレコードなどの販売での二次使用料等の印税などを元に、賞の基金を贈っている。これは彦六が「既に寄席や落語会では、幾らかの出演料は頂いており、このお金（印税等）は不労所得で二重取りになる」と受け取りを固辞し、舞台美術家の伊東清が預かっていたものを元にしている。
2009年の第14回開催後に伊東が亡くなったことにより終了した。

## 書籍

### 速記集
- 『林家正蔵集』上巻・下巻（青蛙房）1974
- 『古典落語 正蔵・三木助集』飯島友治編（ちくま文庫）1990

### 著書
彦六は筆まめな人で、多くの著書を残している。月々のファンクラブ会報も自らの手で書いており、永井啓夫・伊東清著『彦六からの手紙 ＜林家正蔵会＞の記録』（三一書房）に全容が残されている。

#### 林家正蔵名義
- 『正蔵一代』林家正蔵集別巻、山本進編、青蛙房 1974、新版2001ほか
- 『芸の話』（新日本出版社）1974
- 麻生芳伸『林家正蔵随談』青蛙房 1967
- 坊野寿山と共著『落語寄席風俗誌』展望社、1975
- 暉峻康隆『落語藝談』（小学館ライブラリー、1998／三省堂新書、1969では上巻）
- 『八代目正蔵戦中日記』（瀧口雅仁編）青蛙房 2014／中公文庫 2022

#### 林家彦六名義
- 『噺家の手帖』一声社 1982
- 『正蔵世相談義』一声社 1982

### 弟子による関連書
- 林家木久扇 多数
- 林家正雀『師匠の懐中時計』 『師匠の懐中時計（増補）』『彦六覚え帖』うなぎ書房
- 二代目林家正楽『正蔵師匠と私』 - テレビドラマ化もされた（晴のちカミナリ）

### その他関連書
- 吉川潮『江戸前の男』（1996年5月）新潮社、新潮文庫、ランダムハウス講談社文庫
- 矢野誠一『酒場の芸人たち - 林家正蔵の告白』文春文庫（2006年1月[24]）
- 愛川晶 昭和稲荷町らくご探偵シリーズ 中公文庫 - 八代目正蔵が探偵となって高座まわりの事件を解決するフィクション。著者は生前の稲荷町の正蔵宅を二回訪れ、その後招待された寄席では扇子にサインをもらっている。名前の使用にあたっては、遺族の許可をもらい取材協力も得た[25]。
  - 『高座のホームズ』(2018年3月）解説：林家正雀
  - 『黄金餅殺人事件』（2018年10月）特別鼎談：父・林家正蔵の流儀（藤澤多加子・林家正雀・愛川晶）
  - 『高座のホームズみたび』（2019年9月）解説：西上心太
  - 『芝浜の天女』（2020年7月）解説：広瀬和生